# El invencible verano de Liliana
El invencible verano de Liliana es una obra escrita por la autora mexicana Cristina Rivera Garza, publicada en 2021. El libro se centra en la historia de Liliana Rivera Garza, la hermana menor de la autora, quien fue víctima de feminicidio en 1990. A través de esta obra, Cristina Rivera Garza explora la memoria, la justicia y el dolor, tejiendo una narrativa que combina elementos personales, testimoniales y contextuales para abordar un problema social apremiante en México y en muchos otros lugares del mundo.
El libro ha ganado distintas premiaciones, como el Premio Xavier Villaurrutia de Escritores para Escritores 2021, el Premio Rodolfo Walsh 2022y el Premio Pulitzer 2024, en la categoría de Memoria o Autobiografía.

## Contexto
Rivera Garza afirma que la obra fue escrita durante la Pandemia de COVID-19, periodo que le permitió consultar el archivo personal que su hermana dejó.
El libro ha tomado el tiempo que necesitaba, el proceso ciertamente difícil, tortuoso, relacionado a la pérdida... había intentado escribir este libro varias veces y había fracasado, no fue sino hasta que encontré una caja llena de documentos que mi hermana había dejado: cartas, notas, recaditos, planos, que me dije "ahí está, esta es la parte del libro que me faltaba".

## Temas

### Feminicidio
El feminicidio se tipificó en México en el año 2012. Cristina confiesa que el paso del tiempo fue clave para la escritura del libro, pues cuando ocurrió el feminicidio de su hermana todavía no se utilizaba esta palabra para nombrar a este tipo de crímenes sino se les llamaba "crímenes pasionales".
... es importante hablar de este tipo de violencias que muchas veces se naturalizan y por lo tanto nos pasan desapercibidas, pero supe en ese momento que el no hablar de eso, el no reconocerlos, el no haber tenido un lenguaje lo suficientemente preciso y claro para reconocer ese peligro había sido responsable del feminicidio de mi hermana. Hace treinta años casi nadie hablaba de la violencia doméstica, mucho menos de la violencia entre novios...

### Violencia de género
Durante el libro, Cristina menciona en repetidas ocasiones el libro de Sin marcas visibles de la escritora estadounidense Rachel Snyder, el cual aborda la violencia de género.Durante la narración, Rivera se apoya del libro de Snyder y de los testimonios de amistades de Liliana para denotar el patrón de actitudes violentas que ejercía el feminicida, quien fuese pareja de Liliana.

### Impunidad
Rivera narra la búsqueda de justicia por el feminicidio de su hermana, a treinta años del suceso. En el libro se encuentran pasajes de Rivera Garza dando seguimiento a la investigación del feminicidio de su hermana, donde busca denotar la ineficiencia y lentitud del sistema de justicia mexicano.La autora denuncia la falta de investigaciones exhaustivas y la impunidad que rodea estos crímenes, poniendo en evidencia las fallas institucionales que perpetúan la violencia de género.

### Título de la obra
El título del libro viene de la cita de Albert Camus, que a la vez es el epígrafe del libro:
"En lo más profundo del invierno aprendí al fin que había en mí un invencible verano". En "Retorno a Tipasa", El Verano (1952)
Cristina recuenta que Liliana tenía muy presente esta frase en su vida, esta cita busca representar al verano dentro del invierno como una esperanza o resiliencia durante momentos adversos.

## Estilo
El libro se encuentra dentro del género de biografía o memoria.Cristina llama al libro un "artefacto" para contar la historia de Liliana, pues recopila diferentes fuentes como cartas, notas, entradas de diario, recuerdos personales, entrevistas, documentos judiciales y bien momentos de ficción en los que Cristina no tiene certeza de cómo ocurrieron los hechos.
Rivera Garza ha acuñado el término "escrituras geológicas" para aquellos textos que, basados en archivos y documentos, retoman experiencias de otras personas: específicamente de aquellas que han vivido violencias. Dentro de este tipo de escritura, Rivera propone desapropiarse de la historia y centrarse en "cómo" contarla, de tal manera que pueda reimaginarse desde una perspectiva más crítica.
Algunas de sus obras que reflejan este mismo interés escritural son Nadie me verá llorar (1999) y Autobiografía de algodón (2020). Más adelante, en el 2022, Rivera publica el libro homónimo Escrituras geológicas. 

## Premios
1. Premio Xavier Villaurrutia de Escritores para Escritores 2021[5][6][7]
2. Premio Nuevo León Alfonso Reyes 2021[19]
3. Premio Iberoamericano de Letras José Donoso 2021[19][20]
4. Premio Rodolfo Walsh 2022[8]
5. Premio Mazatlán de Literatura 2022[19][21]
6. Finalista al National Book Award de No ficción 2023[19][22]
7. Premio Pulitzer en la categoría de "Memoria o autobiografía" 2024[3][6]